# Gotha (Schiff, 1888)
Die Gotha war ein britisches Frachtschiff, das im Ersten Weltkrieg, inzwischen unter italienischer Flagge und neuem Namen, von einem deutschen U-Boot im Mittelmeer versenkt wurde.

## Das Schiff
Die Gotha wurde 1888 von der Earles Shipbuilding & Engineering Co. (C. & W. Earle) in Hull mit der Baunummer 310 für die Yorkshire Coal & Steam Shipping Co. in Goole gebaut; auch die Dampfmaschine stammte von der Firma. Das Schiff war 67,2 m lang und 8,9 m breit und mit 821 BRT vermessen.

## Schicksal
Das Schiff diente zum Transport von Kohle aus den Bergwerken von Yorkshire. Die Reederei, und mit ihr die Gotha, wurde 1895 von der Goole Steam Shipping Co. übernommen. 1899 kaufte die Aberdeen Steam Navigation Co. in Aberdeen (Schottland) das Schiff und benannte es um in Harlaw. 1910 wurde die Harlaw an die Patriotic Steamship Co. in London verkauft, die jedoch 1913/14 in Liquidation ging.
Das Schiff kam schließlich 1915 an die italienische Staatseisenbahn Ferrovie dello Stato Italiane. Am 30. Januar 1918, mit einer Ladung Braunkohle von Marseille nach La Spezia unterwegs, wurde die Harlaw etwa 30 Seemeilen nordwestlich von Korsika von dem deutschen U-Boot UB 48 unter Oberleutnant zur See Wolfgang Steinbauer aufgebracht. Nachdem die Besatzung in die Boote gegangen war, wurde das Schiff auf Position 43° 1′ N, 8° 18′ O durch Artilleriebeschuss versenkt.